# Vieux-Fort
Pour les articles homonymes, voir Vieux Fort (homonymie).
Vieux-Fort (en créole guadeloupéen : Vyéfô ) est une commune française, située dans le département de la Guadeloupe à la pointe sud de l'île de Basse-Terre. La commune doit son nom au fort français qui dominait la pointe côtière de l'île. Les habitants s'appellent les Vieux-Fortains.

## Géographie

### Localisation

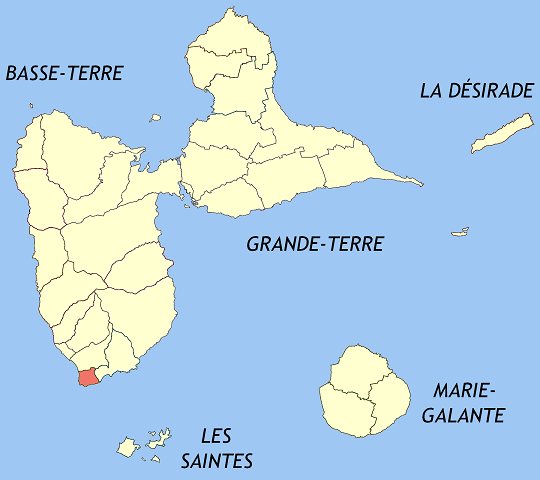
En rouge le territoire communal de Vieux-Fort.

S'étendant sur 7,2 km2 de superficie totale, la commune de Vieux-Fort est localisée à l'extrême pointe sud de la Guadeloupe. Elle est bordée par l'océan Atlantique à l'est et la mer des Caraïbes à l'ouest. Elle se situe au sud des monts Caraïbes et son territoire est séparé à l'est de celui de Trois-Rivières par la rivière Grande Anse.
|                  | Gourbeyre        |                  |
| Mer des Caraibes | Vieux-Fort       | Trois-Rivières   |
|                  | Océan Atlantique | Océan Atlantique |

### Climat
Le climat y est de type tropical mais, du fait de sa situation à la pointe sud de l'île de Basse-Terre, en bordure du canal des Saintes et au pied de monts, la commune est relativement plus soumises aux vents thermiques que le reste de la Guadeloupe.

## Urbanisme

### Typologie
Vieux-Fort est une commune rurale, car elle fait partie des communes peu ou très peu denses, au sens de la grille communale de densité de l'Insee,,,. Elle appartient à l'unité urbaine de Basse-Terre, une agglomération intra-départementale regroupant 7 communes et 48 467 habitants en 2022, dont elle une commune de la banlieue,.
Par ailleurs la commune fait partie de l'aire d'attraction de Basse-Terre, dont elle est une commune de la couronne. Cette aire, qui regroupe 7 communes, est catégorisée dans les aires de 50 000 à moins de 200 000 habitants,.
La commune, bordée par l'Océan Atlantique au sud et la Mer des Caraibes à l'ouest, est également une commune littorale au sens de la loi du 3 janvier 1986, dite loi littoral. Des dispositions spécifiques d’urbanisme s’y appliquent dès lors afin de préserver les espaces naturels, les sites, les paysages et l’équilibre écologique du littoral, par exemple le principe d'inconstructibilité, en dehors des espaces urbanisés, sur la bande littorale des 100 mètres, ou plus si le plan local d’urbanisme le prévoit,.

### Lieux-dits et hameaux
Les lieux-dits de la commune sont : Anse Dupuy,Batavia, Beauséjour, Beausoleil, Cocoyer, Derrière-le-Morne, Matouba, L'Enclos.

## Toponymie
La commune doit son nom au fort français qui dominait la pointe côtière de l'île.

## Histoire
Pour un article plus général, voir Histoire de la Guadeloupe.
Les Kalinagos, connus sous l'exonyme « Indiens caraïbes », vivaient dans un important centre de peuplement. Ils ont ensuite été chassés lorsque les premiers colons français ont construit le fort Royal vers 1635-1640. Ce dernier change de nom et devient le Vieux Fort. Il est dénommé un temps le « Vieux Fort L'Olive » (parfois écrit le « Vieux-Fort-L'Olive ») ou le « fort L'Olive », en hommage à Charles Liénard de L'Olive, le premier chef de la colonie.
Le site que ces indiens occupaient, Anse Dupuy, est reconverti en port de pêche. Le nom Dupuy proviendrait soit d'un puits creusé à cet endroit, soit de la famille Dupuy des Îlets installée dans la région à partir de XVIIème siècle.
Le phare de la pointe du Vieux-Fort est construit entre 1953 et 1954, et inauguré en 1955. Il est automatisé dans les années 1990.

## Politique et administration

### Intercommunalité
La commune de Vieux-Fort appartient à la communauté d'agglomération Grand Sud Caraïbe (CAGSC) dans laquelle elle est représentée par un conseiller.

### Liste des maires
| Période                                  | Période        | Identité         | Étiquette       | Qualité              |
| ---------------------------------------- | -------------- | ---------------- | --------------- | -------------------- |
| Les données manquantes sont à compléter. |                |                  |                 |                      |
| 1945                                     | 1965           | Ismaël Bourgeois | SFIO            |                      |
| 1965                                     | 1989           | Auguste Feler    | SFIO, FGPS, UDF | Inspecteur des PTT   |
| 1989                                     | 2014           | Nérée Bourgeois  | FGPS            |                      |
| 2014                                     | 4 juillet 2020 | Rolland Plantier | FGPS            |                      |
| 5 juillet 2020                           | en cours       | Héric André      | GUSR            | Psychologue scolaire |

## Population et société

### Démographie
L'évolution du nombre d'habitants est connue à travers les recensements de la population effectués dans la commune depuis 1961, premier recensement postérieur à la départementalisation de 1946. À partir de 2006, les populations de référence des communes sont publiées annuellement par l'Insee. Le recensement repose désormais sur une collecte d'information annuelle, concernant successivement tous les territoires communaux au cours d'une période de cinq ans. Pour les communes de moins de 10 000 habitants, une enquête de recensement portant sur toute la population est réalisée tous les cinq ans, les populations de référence des années intermédiaires étant quant à elles estimées par interpolation ou extrapolation. Pour la commune, le premier recensement exhaustif entrant dans le cadre du nouveau dispositif a été réalisé en 2007.

En 2022, la commune comptait 1 730 habitants, en évolution de −6,69 % par rapport à 2016 (Guadeloupe : −2,67 %, France hors Mayotte : +2,11 %).
| 1961  | 1967  | 1974  | 1982  | 1990  | 1999  | 2006  | 2007  | 2012  |
| ----- | ----- | ----- | ----- | ----- | ----- | ----- | ----- | ----- |
| 1 209 | 1 260 | 1 157 | 1 232 | 1 478 | 1 601 | 1 749 | 1 770 | 1 843 |

| 2017  | 2022  | - | - | - | - | - | - | - |
| ----- | ----- | - | - | - | - | - | - | - |
| 1 845 | 1 730 | - | - | - | - | - | - | - |

### Enseignement
Comme toutes les communes de l'archipel de la Guadeloupe, Vieux-Fort est rattaché à l'académie de la Guadeloupe. La ville possède sur son territoire une seule école primaire (Auguste-Feler) mais pas d'école maternelle. Pour l'enseignement secondaire, les collèges et les lycées les plus proches sont soit à Gourbeyre (collège Samuel-Richard et lycée professionnel de Blanchet) soit à Basse-Terre (lycée général Gerville-Réache ou lycées professionnels de Versailles et des Persévérants).

### Sports
La commune dispose d'un stade municipal. Le complexe sportif Soret-Michineau, qui porte le nom d’un enseignant, offre la possibilité de pratiquer le tennis, le football, le hand-ball ainsi que d’autres activités sportives.

## Économie
L'économie de la commune est basée sur l'agriculture et la pêche.
Le Centre de broderie et des arts et textiles, installé au Fort-l’Olive est géré par la Chambre de commerce et d'industrie de Basse-Terre. Il existe une communauté de brodeuses de textile sur l'île. L'activité se développe chez les femmes des pêcheurs de l'île, et se fait connaître dans la métropole dans les années 1960. Elles ouvrent l’association de la Broderie et Arts Textiles de Vieux-Fort dans le Fort l’Olive, mais l'ouragan Maria les a forcé à se rabattre sur une salle de fortune pour animer l'association,.

## Lieux et monuments
- Vestige des ruines du Vieux Fort.
- Phare de la Pointe du Vieux-Fort.
- Pointe Henriette.
- Les Trois pointes.
- Église Saint-Albert, inscrite au registre des monuments historiques en 1978[24].

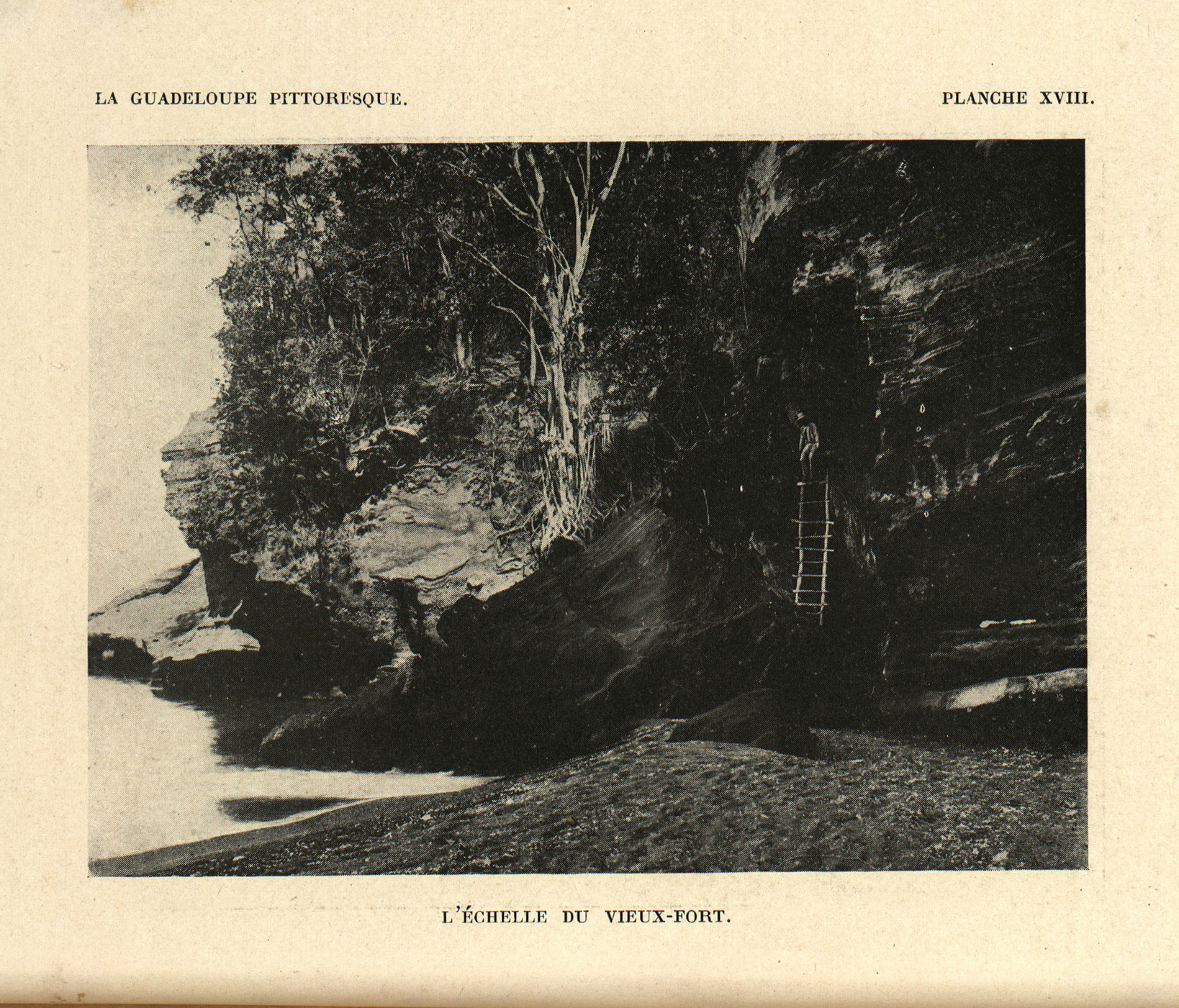
Échelle de bois située à Vieux-Fort.
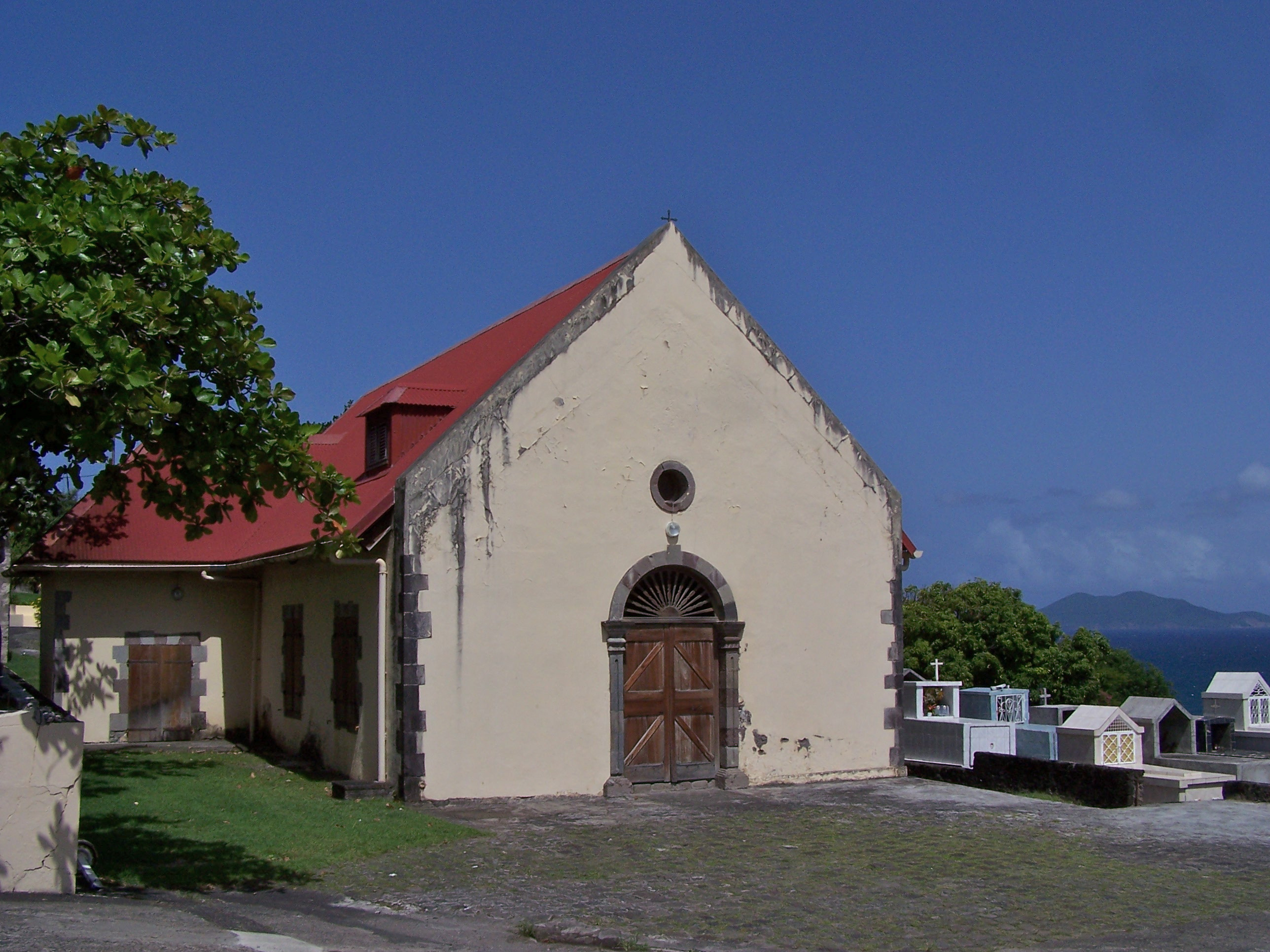
L'église Saint-Albert.

### Personnalités liées à la commune
- Faidherbe Bourgeois (1940-2021), général français natif de Vieux-Fort et frère de l'ancien maire de la commune, Nérée Bourgeois[25].